# Успенка (Архангельский район)
Успенка (баш. Успенка) — деревня в Краснокуртовском сельсовете Архангельского района Республики Башкортостан России.

## География
Вблизи деревни протекает река Курт.
Расстояние до:
- районного центра (Архангельское): 38 км,
- центра сельсовета (Шакировка): 6 км,
- ближайшей железнодорожной станции (Приуралье): 42 км.

## История
Одна из трех (+Троицкое и Казанка) чувашских деревень Архангельского района . Казанка и Успенка возникли между 1903—1919 гг.

## Население
| 2002 | 2009 | 2010 |
| ---- | ---- | ---- |
| 117  | ↘97  | ↘87  |

Историческая численность населения: в 1920 г. 48 человек на 16 дворах
Национальный состав
Согласно переписи 2002 года, преобладающие национальности — русские (38 %), чуваши (54 %).